# دالما تاكاس
دالما تاكاس (بالإنجليزية: Dalma Takács)‏ (24 مارس 1933، بودابست في المجر - 24 يونيو 2016)؛ روائية مجرية.